# Titta ut
Titta ut eller Titta ut, titta ut, en minut, är en svensk barnsång skriven av Olle Widestrand. Den handlar om årstiderna i Sverige. Den finns publicerad i barnsångboken Smått å gott från 1977, då som Årstiderna.

## Publikation
- Smått å Gott, 1977 (som "Årstiderna")

## Inspelningar
En tidig inspelning gjordes av Annica Risberg, Eva Malm, Fredrik Malm, och gavs 1977 ut på ett album med sånger ur barnsångboken Smått å Gott.

### Fotnoter
1. ↑  ”Smått å gott”. Svensk mediedatabas. 11 mars 1977. http://smdb.kb.se/catalog/id/001554366. Läst 18 maj 2011.